# Nils Abraham af Ursin
Nils Abraham af Ursin (till år 1845 Ursin), född 17 augusti 1785 i Itis, död 27 november 1851 i Helsingfors, var en finländsk  läkare och universitetsman.
af Ursin blev medicine doktor 1817. Han var professor i anatomi och fysiologi vid Helsingfors universitet 1825–1846 och universitetets rektor 1839–1945. Han var stiftande ledamot av Finska Vetenskaps-Societeten. af Ursin sammanställde en avhandling om krupp (strypsjuka) som utkom i 6 delar 1816–1922. Han insamlade eget material genom behandling av 42 fall.
af Ursin var en passionerad simmare och sökte rätt på en egen badplats åt sig vid en utskjutande klippa på sydsidan av stadsudden, som kom att bli känd som "Ursins klippa".
Han adlades 1845. 